# Hellenic FC
Hellenic Football Club – południowoafrykański klub piłkarski z siedzibą w Kapsztadzie. Klub działał w latach 1958–2004.

## Historia
Hellenic Football Club został założony w 1958 przez greckich emigrantów. W latach 70. klub był jednym z najbogatszych i najpopularniejszych klubów w RPA. W Hellenic występowało wówczas wielu znanych piłkarzy z Anglii i Niemiec. W 1996 przystąpił do nowej ligi – Premier Soccer League. W inauguracyjnym sezonie klub zajął czwarte miejsce. Hellenic występował w PSL do 2004. W styczniu 2004 sprzedał swoją licencję Premier United Benoni tworząc nowy klub Benoni Premier United. W 2007 klub zmienił nazwę na Thanda Royal Zulu.

## Sukcesy
- Coca-Cola Shield (2): 1972, 1974.
- Chevrolet Cup (1): 1976.
- Mistrzostwo NFL (1): 1971.

## Reprezentanci kraju grający w klubie
| - Ricardo Katza - Katlego Mashego - Vuyo Mere - Emile Baron - Tsepo Masilela - Peter Petersen - Craig Bianchi - Bernard Parker - Bradley August - Mark Williams - Lance Davids - Robert Nauseb - Musawengosi Mguni | - Lloyd Chitembwe - Edzai Kasinauyo - Energy Murambadoro - Gift Musadzi - Noah Chivuta - Jeff Astle - Johnny Byrne - Arno Steffenhagen - Volkmar Groß - Bernd Patzke - Jackie Plenderleith - Ian St. John |

## Trenerzy
- Johnny Byrne (lata 70.)
- Bruce Grobbelaar (2001-2002)
- Neil Tovey (2003-2004)